# Petrove, Cernihiv
Petrove (în ucraineană Петрове) este un sat în comuna Boromîkî din raionul Cernihiv, regiunea Cernihiv, Ucraina.

## Demografie
Componența lingvistică a localității Petrove
     Ucraineană (100%)
Conform recensământului din 2001, toată populația localității Petrove era vorbitoare de ucraineană (100%).

## Galerie de imagini

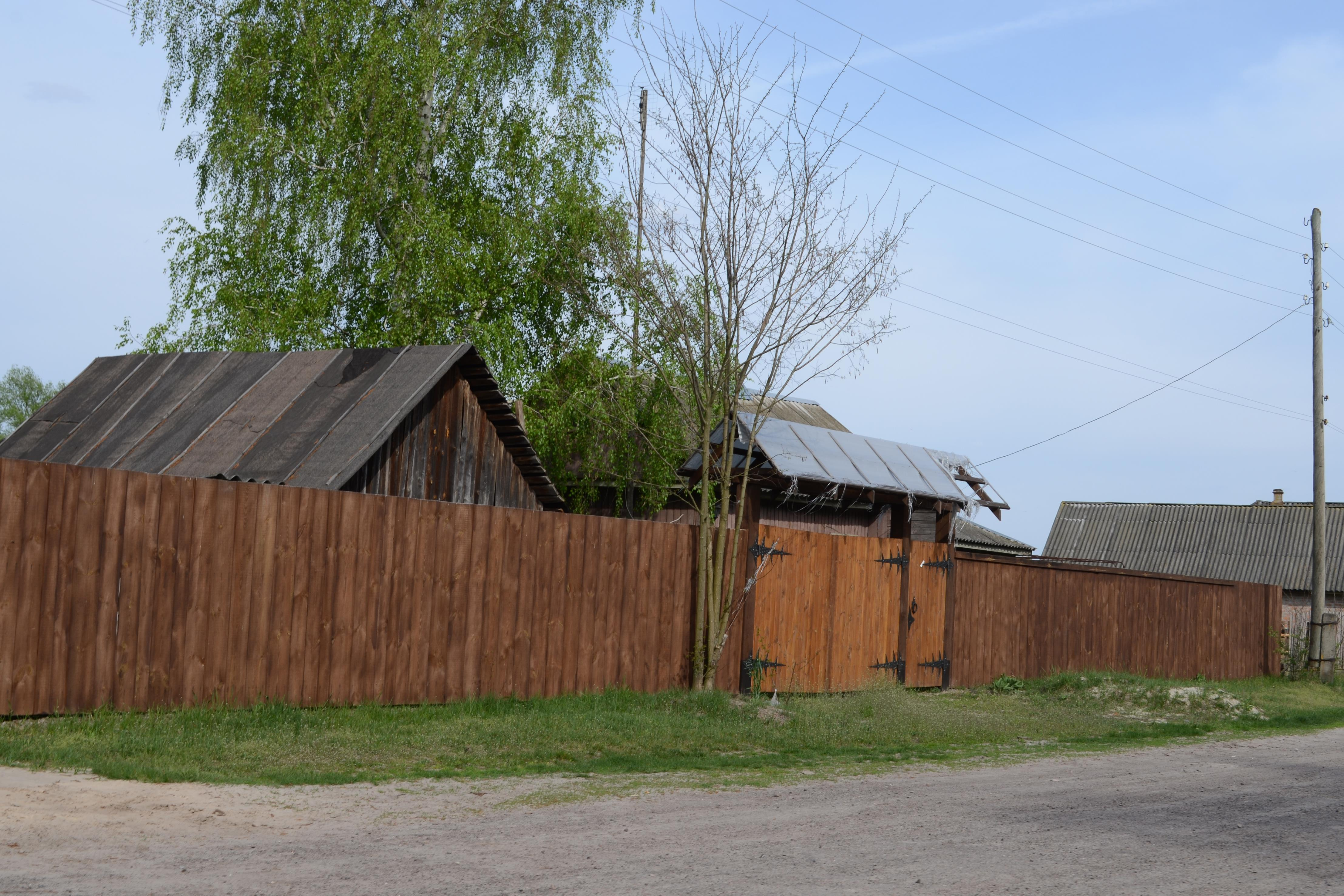
Stradă
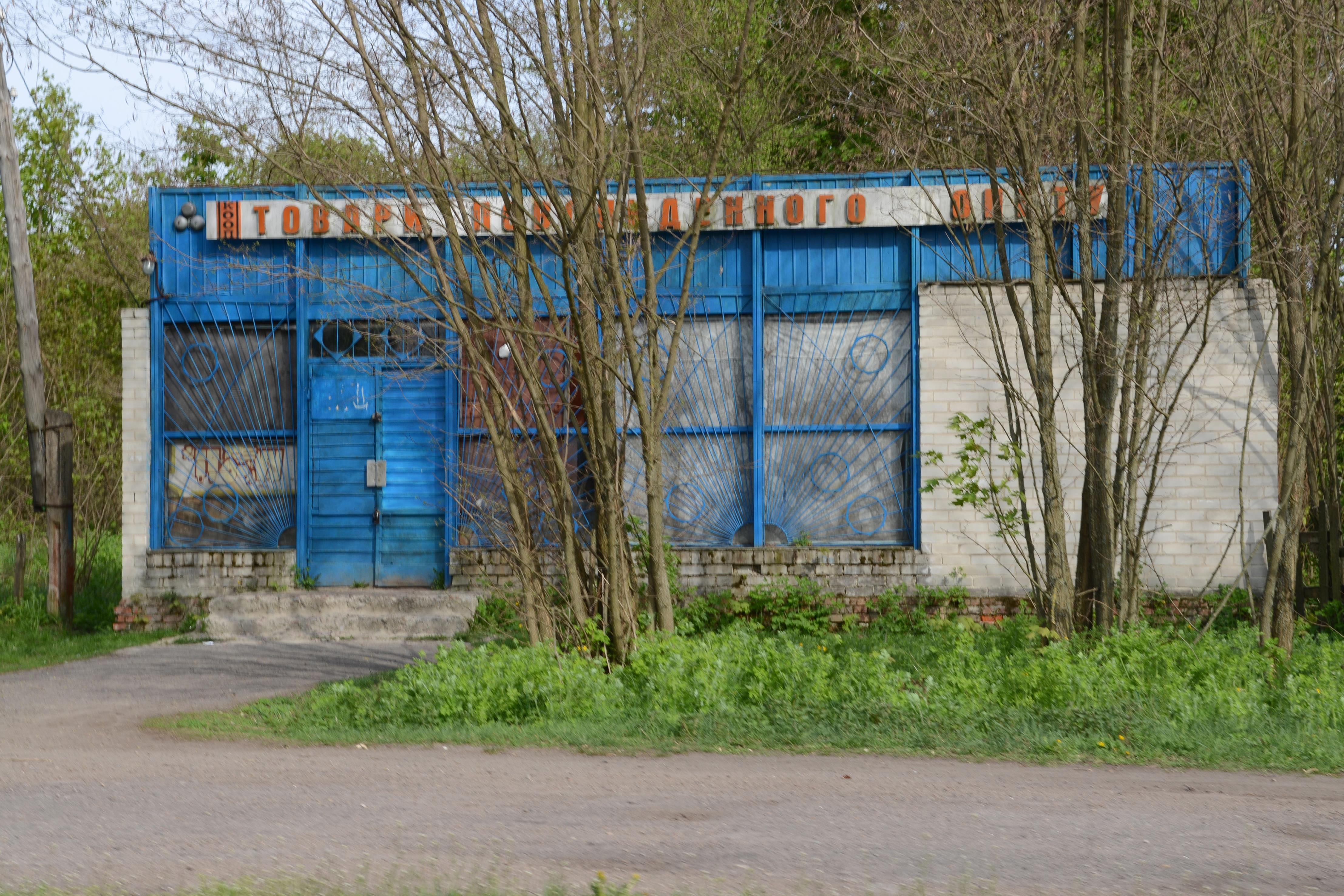
Magazin